# John Brown (Diener)

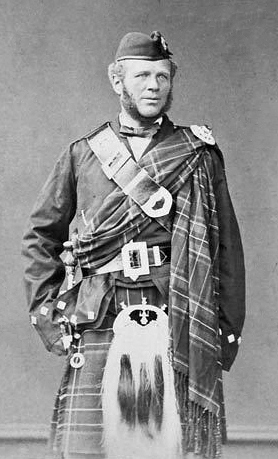
John Brown, um 1860. Aufnahme des Fotoateliers Hills & Saunders.

John Brown (* 8. Dezember 1826 in Crathie, Schottland; † 27. März 1883 in Windsor Castle, England) war ein Diener der britischen Königin Victoria. Sein Verhältnis zu Victoria war Gegenstand zahlreicher Spekulationen und Verdächtigungen, zeitweise wurde Königin Victoria sogar als Mrs. Brown tituliert.

## Frühe Jahre
John Brown war das zweite von elf Kindern des schottischen Pächters John Brown und seiner Ehefrau Margaret Leys. Er arbeitete zunächst als Farmgehilfe und wurde schließlich 1842 Stalljunge bei Sir Robert Gordon in Balmoral. Hier lernte er auch die königliche Familie kennen, die Balmoral als Landsitz erwarb. Die erste Tagebucheintragung von Königin Victoria, in der John Brown erwähnt wird, stammt vom 8. September 1849. Sie beschreibt einen Ausflug nach Dhu Loch, bei dem sie unter anderem von John Brown als „gillie“ (schottisches Wort für „Diener“) begleitet wurde.
Ab circa 1851 wurde John Brown fest als „gillie“ in Balmoral beschäftigt und war häufig im Auftrag von deren Ehemann Prinz Albert für die Sicherheit der Königin zuständig oder hatte verschiedenste Aufgaben im Freien zu erledigen. Prinz Albert, der sehr gerne mit ihm zusammen gewesen war, gestattete ihm Freiheiten, die man nur einem sehr vertrauten Diener zugesteht. Nachdem Prinz Albert im Dezember 1861 gestorben war, reiste die verwitwete Königin 1862 nach Deutschland und hatte ihren eigenen Ponywagen dabei, für den Brown zuständig war. Im kommenden Jahr hatte die Königin mehrere Kutschenunfälle, bei denen sie von ihrem schottischen Diener vor schwereren Folgen bewahrt wurde. Brown galt als zuverlässig, gutaussehend und fiel vor allem dadurch auf, dass er stets seinen schottischen Kilt trug.

## Der Hochland-Diener der Königin

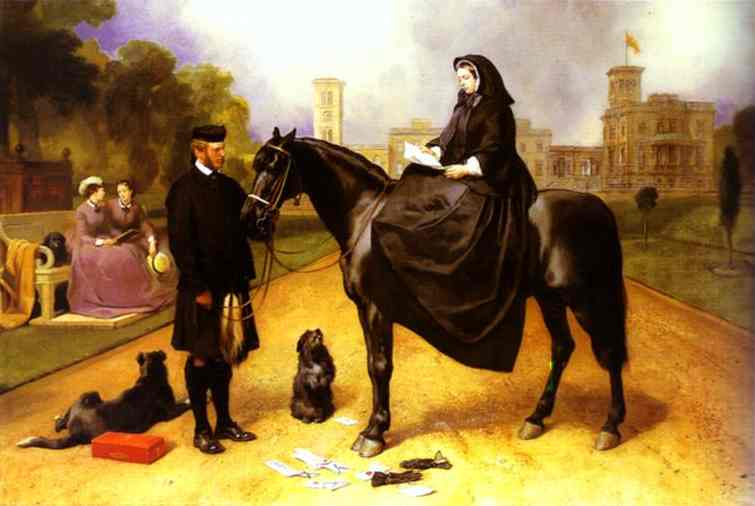
Sir Edwin Landseer Königin Victoria mit John Brown vor Osborne House, 1866

Im Jahr 1864 verlangte Victorias Leibarzt Jenner, dass diese den ganzen Winter reite. Da sie es ablehnte, von einem fremden Reitknecht begleitet zu werden, wurde nach John Brown geschickt. Seine Pflichten reichten bald über das Führen des Pferdes hinaus und Anfang 1865 beschloss Victoria, ihn ganz bei sich zu behalten. In einem Memorandum definierte sie seine Stelle: Er solle für die Sicherheit zu Pferd und in Kutschen zuständig sein, für ihre Kleidung im Freien und für die Hunde. Brown wurde bekannt als „the Queen’s Highland Servant“ („der Hochland-Diener der Königin“), der seine Aufträge ausschließlich von der Königin entgegennahm. Sein Lohn betrug 120 £ pro Jahr. Er wurde für Victoria zunehmend unentbehrlicher. Im Juni 1865 wurde dieses Verhältnis zum Gegenstand weitverbreiteten Klatsches. Schuld daran war ein Gemälde von Edwin Landseer, das die Königin zu Pferd, dessen Zügel John Brown hält, zeigt. Von den Arbeitssitzungen berichtete Landseer, dass die Königin einen Narren an einem gewissen schottischen Diener gefressen hätte, sie wolle nicht, dass irgendjemand anders sie bediene und zeichne ihn in verschiedener Weise, weit über das in dieser Position Übliche hinaus, aus. In der Boulevardpresse wurde John Brown Ziel grausamer Scherze und man sprach von Victoria als „Mrs Brown“. Die Königin selbst schätzte John Brown sehr, unter anderem auch wegen seiner offenherzigen Äußerungen und seines ungezwungenen Verhaltens. Ihr Umfeld und ihre Familie aber sahen dies eher als Ungezogenheit und Taktlosigkeit. Er betrat Victorias Zimmer, ohne anzuklopfen, nannte sie ganz einfach „woman“ („Weib“), bemerkte, als ihm ihr Kleid nicht gefiel: „Was haben Sie heute für Kleider an?“, und auch in der Öffentlichkeit erteilte er, trotz standesgemäßer Begleitung, die Befehle. Verwandte und Hofleute versuchten vergeblich, sich dieses Günstlings zu entledigen. Besonders bekannt wurde der sogenannte „Große Raucherstreit von Balmoral“: Brown beklagte sich bei der Königin, dass die königlichen Raucher ihn zwängen, bis spät in die Nacht aufzubleiben, und er müsse doch früh aufstehen, um für sie bereit zu sein. Victoria wies daraufhin an, dass die Raucherzimmer, mit Rücksicht auf die Diener, um Mitternacht geschlossen würden. Die Öffentlichkeit reagierte befremdet und mokierte sich darüber, dass die königliche Familie nun auf einen Diener Rücksicht nehmen müsse. Auch Browns starker Hang zum Alkohol, der am Hof bekannt war, kümmerte die Königin nicht.

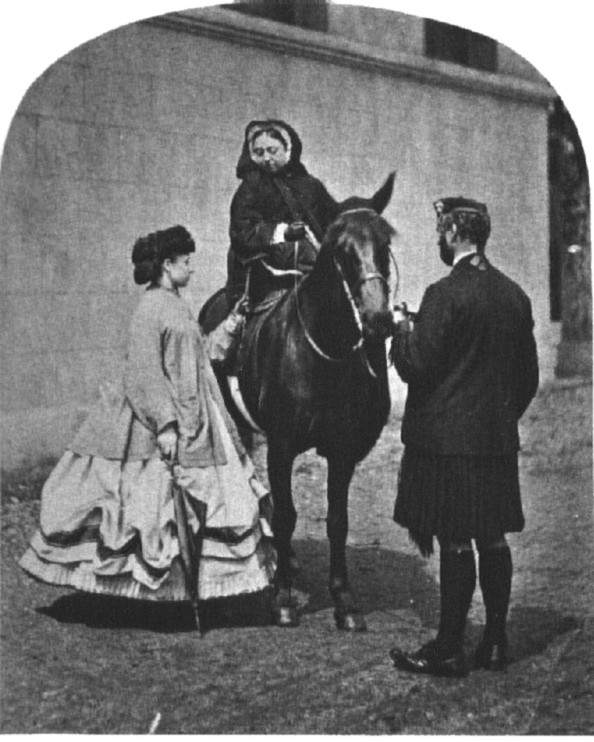
John Brown mit Queen Victoria und Prinzessin Louise

Der allgemeine Klatsch über Victoria und John Brown ging sogar so weit zu behaupten, die Königin hätte ihren Diener geheiratet. Als Victoria 1868 eine Reise in die Schweiz unternahm, tauchten sogar Gerüchte auf, sie hätte ein Kind von ihm geboren – Victoria war zu diesem Zeitpunkt 49 Jahre alt. Die Schweizreise sollte eine der wenigen Auslandsreisen während Browns Dienstzeit sein. Er verabscheute Reisen ins Ausland. Lady Longford schrieb in ihrer Victoria-Biographie: „Da ihm selbst die Sprache, die Sehenswürdigkeiten, die Gerüche verhaßt waren, zwang er sie, in Baveno, Mentone oder Cannes ein striktes Balmoral-Regime aufrechtzuerhalten. Die königliche Reisetruppe brach nur selten einmal früh auf, und da Brown überall Fenier witterte, weigerte er sich während einer Fahrt anzuhalten, damit sich keine Menschenmenge ansammelte …“ Lady Longford nannte dies einen der wenigen schlechten Dienste, die John Brown der Königin erwies. Kurze Zeit später gab es Gerüchte und die Hoffnung, ihn damit loszuwerden, John Brown würde die Ankleidezofe Miss Ocklee heiraten, diese heiratete aber 1873 einen anderen und Brown sollte unverheiratet bleiben.
Man neidete John Brown vor allem seine zahlreichen Vorrechte: er teilte die Jagd- und Fischrechte auf den Königlichen Ländereien in Schottland zu, und es war allgemein bekannt, dass eine Empfehlung des Hochländers für eine Stelle oder Beförderung mehr wert war als die eines Prinzen. Zudem verlangte Victoria, dass Brown besonders höflich und rücksichtsvoll zu behandeln wäre, womit sie Würdenträger bei Hof verärgerte. Schließlich wurde dem Hochländer sogar der Titel eines Esquire verliehen. Anfang 1872 verhinderte John Brown vor dem Buckingham Palace ein Attentat des Feniers Arthur O’Connor. Die Königin hatte damit erneut Anlass, auf ihrem Hochlanddiener zu bestehen. Sie stiftete eine goldene Victoria Devoted Service Medal für einen ganz besonderen Akt der Aufopferung für die Monarchie, die erste erhielt John Brown. Später erhielt Brown eine silberne Faithful Service Medal für zehn Jahre treue Dienste. Das Design beider Medaillen soll Victoria persönlich bestimmt haben.

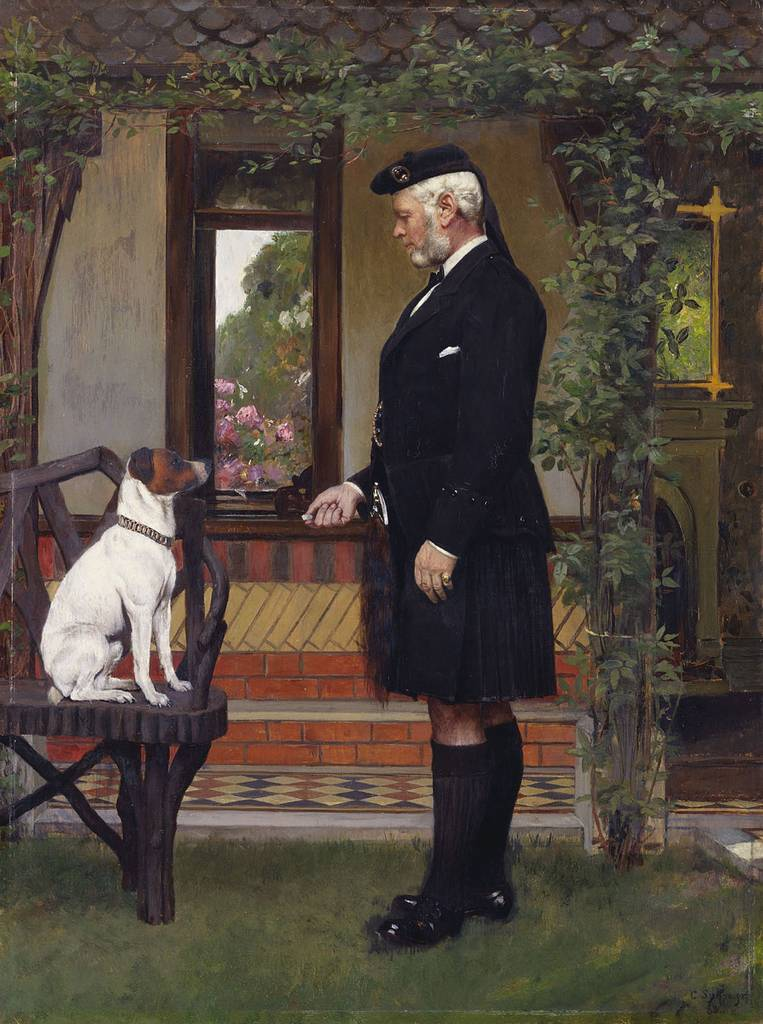
John Brown mit Hund Spot auf Frogmore (Windsor), 1882, gemalt von Karl Rudolf Sohn 1883 nach einem Foto

Neben all diesen indirekten Gunstbezeugungen gab es auch konkrete Beweise in Form von sehr persönlichen Geschenken: Ein Gedichtband in schottischem Dialekt trug 1869 die Widmung "von seiner aufrichtigen Freundin VR", 1875 erhielt er eine goldene Uhr, 1879 eine ledergebundene Bibel "von seiner treuen Freundin VRI", weitere Geschenke sollten folgen. Die Königin schenkte ihm auch ein Haus über dem Dee, wo John Brown nach seiner Pensionierung wohnen wollte und obwohl die Königin nur selten an Beerdigungen teilnahm, erschien sie persönlich bei der Trauerfeier für John Browns Vater.
John Brown selbst übernahm die Aufgabe, der Königin schlechte Nachrichten zu überbringen. So überbrachte er ihr die Nachricht, dass ihre Tochter Alice, genau an Alberts Todestag gestorben war. Victoria schickte ihn auch, um sich nach Kranken und Sterbenden zu erkundigen. Seine Gegenwart war immer ein Zeichen der besonderen und persönlichen Anteilnahme der Königin. Mit den Jahren wurde die Beziehung immer weniger Gegenstand sensationslüsternen Klatsches, sondern Browns Gegenwart wurde als die aufmerksame Fürsorge gesehen, die sie wahrscheinlich auch gewesen war.
Anfang 1883 bestand er trotz Fieber und Schüttelfrost auf einer Sieben-Tage-Woche, benötigte dabei aber schon die Hilfe eines anderen Dieners. Am 27. März fiel er ins Koma und starb am selben Abend um 22:40 Uhr. Als Todesursache wurde "Erysipel" angegeben, eine durch Streptokokken hervorgerufene Entzündung, die von hohem Fieber begleitet wird. Königin Victoria trug in ihr Tagebuch ein, sie sei "schrecklich bewegt durch diesen Verlust, der mir einen Menschen raubt, der mir mit so viel Hingabe und Treue gedient hat und so viel für mein persönliches Wohlbefinden getan hat. Mit ihm verliere ich nicht nur einen Bediensteten, sondern einen wirklichen Freund."

## Gedenken

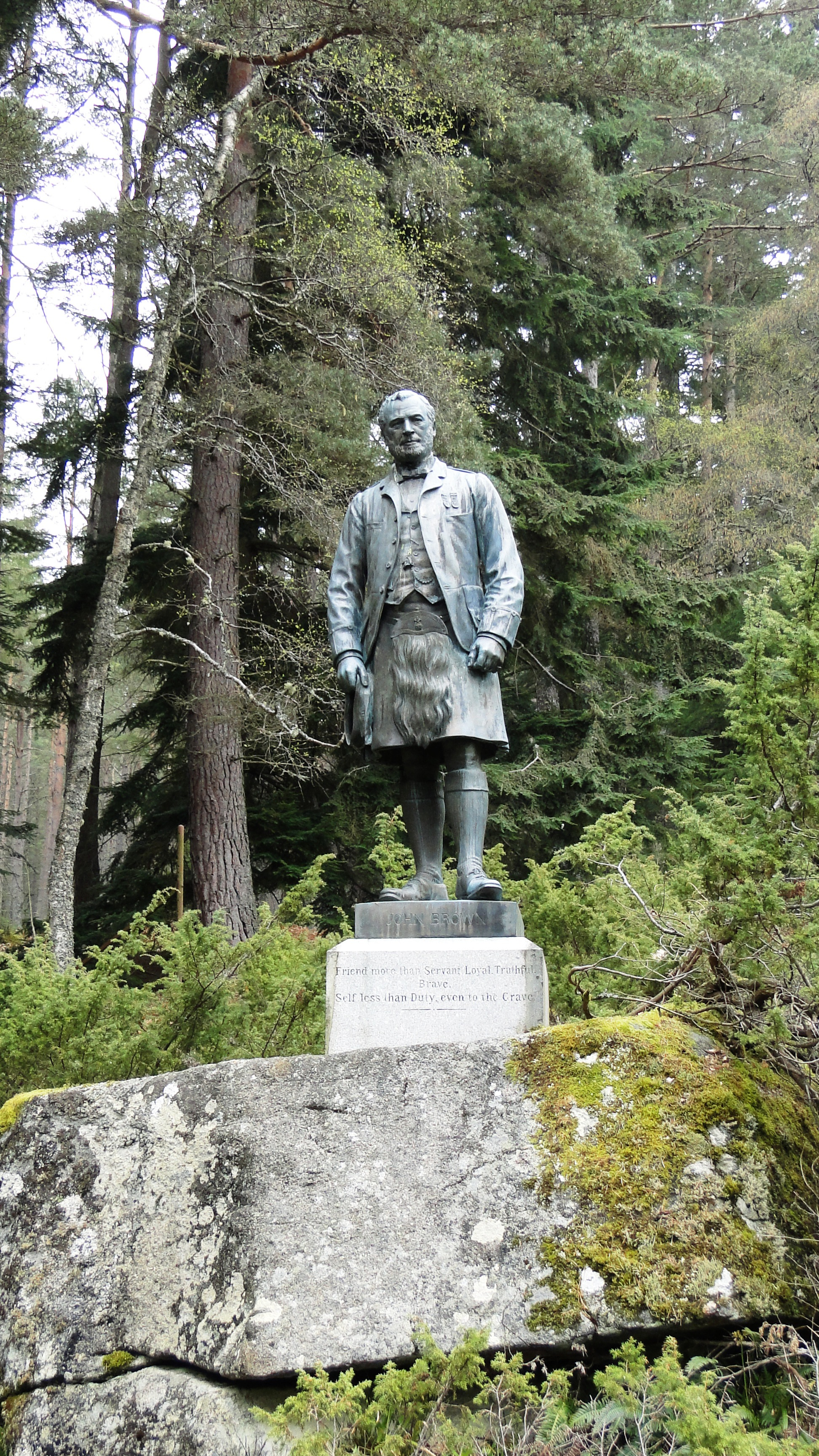
John-Brown-Standbild von Joseph Boehm in Balmoral (um 1884)

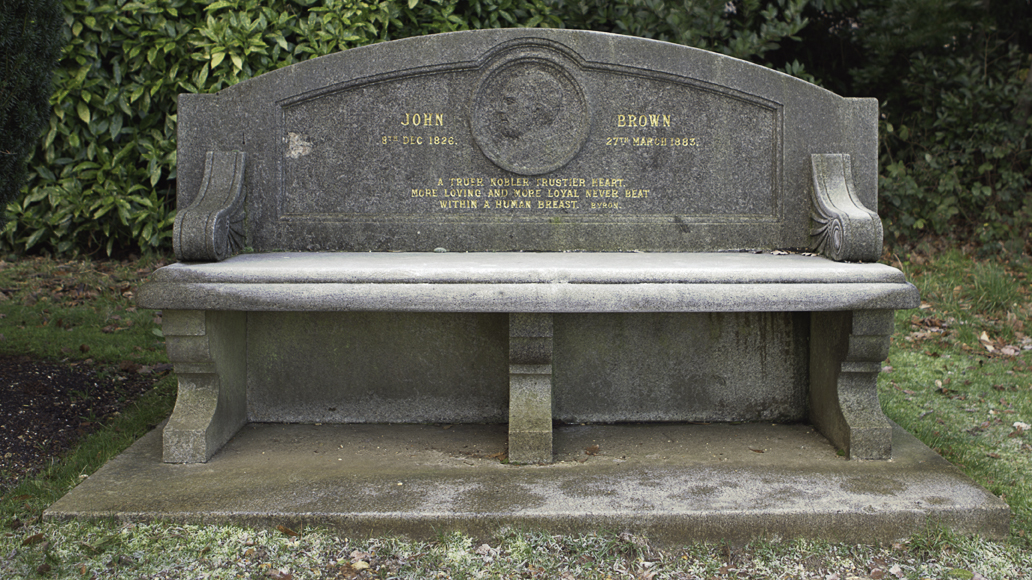
Bank zum Gedenken an John Brown in Osborne House

Die Königin befahl, Browns Zimmer in Windsor, in dem er gestorben war, wie zu seinen Lebzeiten zu belassen, täglich sollte eine frische Blume auf sein Kopfkissen gelegt werden. Diese Anweisung glich der, die sie auch schon nach dem Tod ihres Mannes gegeben hatte und wurde bis zu ihrem Tod ausgeführt. Auch gab sie eine Statue John Browns bei Sir Joseph Boehm in Auftrag, die in Balmoral aufgestellt wurde. Die Times veröffentlichte einen Nachruf mit Browns Biographie, den die Königin persönlich verfasst hatte. 1884 gab die Königin einen weiteren Band ihrer Tagebuchblätter heraus. Die Widmung lautet: "Meinen treuen Hochländern und besonders zur Erinnerung an meinen ergebenen persönlichen Begleiter und zuverlässigen Freund John Brown", John Brown taucht beinahe auf jeder Seite auf. Als die Königin herausfand, dass John Brown selbst auch ein Tagebuch geführt hatte, wollte sie auch dieses veröffentlichen lassen. Ihr Umfeld verhinderte dieses Vorhaben; das Tagebuch wurde schließlich von ihrem Privatsekretär verbrannt. Die Inschrift für John Browns Grabstein verfasste Tennyson: Friend more than servant, loyal, truthful, brave: self less than duty even to the grave. Nach Victorias Tod wurde, auf deren Wunsch hin, in ihren Sarg eine Haarlocke John Browns, ein Foto von ihm und der Ehering von dessen Mutter gelegt.
Die Statuen und private Denkmäler, welche Victoria für Brown hatte errichten lassen, wurden im Auftrag ihres Sohnes, Edward VII., zerstört und beseitigt. Edwards Verhältnis zu Brown galt als schwierig. Victorias Nachfolger beklagte sich über den großen Einfluss, den Brown auf seine Mutter hatte.
Die Beziehung zwischen John Brown und Königin Victoria wurde 1997 in Ihre Majestät Mrs. Brown (Her Majesty, Mrs. Brown) verfilmt, mit Judi Dench als Victoria und Billy Connolly als John Brown. In Der Dreckspatz und die Königin (The Mudlark, 1950) wird Brown von Finlay Currie gespielt. Als Nebenrolle erscheint er in Königin Viktoria (Victoria the Great, 1937) und dessen Fortsetzung Sixty Glorious Years (1938), in beiden Filmen verkörpert von Gordon McLeod, welcher Brown danach noch ein drittes Mal in The Prime Minister (1941) darstellte. In der britischen TV-Serie Edward the Seventh (1975) wurde er von William Dysart gespielt.